# Municipio de Dogden
El municipio de Dogden (en inglés: Dogden Township) es un municipio ubicado en el condado de McLean en el estado estadounidense de Dakota del Norte. En el año 2010 tenía una población de 46 habitantes y una densidad poblacional de 0,5 personas por km².

## Geografía
El municipio de Dogden se encuentra ubicado en las coordenadas 47°48′13″N 100°38′43″O / 47.80361, -100.64528. Según la Oficina del Censo de los Estados Unidos, el municipio tiene una superficie total de 92.6 km², de la cual 91,55 km² corresponden a tierra firme y (1,14 %) 1,05 km² es agua.

## Demografía
Según el censo de 2010, había 46 personas residiendo en el municipio de Dogden. La densidad de población era de 0,5 hab./km². De los 46 habitantes, el municipio de Dogden estaba compuesto por el 100 % blancos. Del total de la población el 0 % eran hispanos o latinos de cualquier raza.